# Salvador Abril i Blasco
Salvador Abril i Blasco (València, 1862-1924) fou un pintor i ceramista valencià.
Va estudiar a l'Escola de Belles Arts de Sant Carles de la seva ciutat natal, especialitzant-se en la pintura de marines. Va concórrer amb assiduïtat a les Exposicions Nacionals de Belles Arts, i va obtenir tercera medalla en l'edició de 1887 amb el quadre En alta mar. Va repetir el guardó el 1890, el 1892 va obtenir medalla de segona classe amb El xoc i va ser condecorat en les de 1901 i 1904. També va concórrer a les exposicions de Belles Arts de València, en què va ser premiat en 1879, 1880 i 1910. Va ser professor de l'Escola de Belles Arts i Oficis de Granada i director de la d'Arts i Indústries Valenciana. Va alternar la carrera docent amb la seva activitat com a pintor i ceramista, arribant a ser un gran especialista en aquesta última matèria, de la qual va publicar el llibre Ceràmica de l'Alhambra.

## Obres més conegudes
- En alta mar, o A la deriva, oli sobre llenç, 250 x 400 cm, 1887
- El xoc, oli sobre llenç, 230 x 400 cm, 1892